# 新章站
新章站（韓語：신장역/新章驛）曾为朝鲜铁路白茂线上的一个车站，位于咸鏡北道延社郡新章里，废止时间不明。